# Histiothrissa
Histiothrissa es un género extinto de peces actinopterigios prehistóricos. Fue descrito por Woodward en 1901.
Vivió en Alemania y el Líbano.